# Oswaldo Profeta
Oswaldo Borges Profeta (Jaguaquara, 12 de dezembro de 1924 — São Paulo, 29 de maio de 2022) foi um escritor e romancista brasileiro.
Autor de vários livros, poeta, advogado, fazendeiro, foi jornalista, professor universitário, delegado de polícia na cidade de São Paulo, piloto aeronáutico e rádio telegrafista.
Profeta era casado com Célia Filgueiras de Morais, com quem teve os filhos Solange, Oswaldo, Lílian, Emília e Susana.

## Infância e juventude
Filho do antropólogo e missionário batista Benedito Odilon Profeta, teve infância cheia de aventuras, morando em diversas cidades do interior da Bahia e de Minas Gerais. Ainda pequeno foi para Belo Horizonte, com o irmão mais velho, aprendeu nos garimpos a conhecer as boas gemas para bons negócios.
No fim da adolescência seguiu para Recife onde foi propagandista de laboratórios medicinais, e se preparou para os exames da Aeronáutica, em São Paulo, formando-se radio operador da FAB. Serviu na Base Aérea de Vitória (ES) e Belo Horizonte (MG).

## Carreira na aviação
Em 1947 começou a voar pela Força Aérea Brasileira, FAB, como piloto e como radiotelegrafista.
Dia 29 de dezembro de 1953, Oswaldo Profeta casou-se com Célia, filha do pastor presbiteriano Synval Filgueiras Moraes, na cidade de Belo Horizonte, em Minas Gerais. No ano seguinte tiveram a primeira filha, Solange.
Em 1953, Profeta deixou a Força Aérea Brasileira para voar comercialmente e iniciou a carreira na aviação privada, pelas Aerovias Brasil, que mais tarde foi comprada pela Nacional Transportes Aéreos, que posteriormente for vendida para a Real Transportes Aéreos. Essa, por sua vez, foi adquirida em 1961 pela Viação Aérea Rio Grandense (VARIG).
Em 1955, durante alguns meses, Oswaldo Profeta voou para Juscelino Kubitschek, governador de Minas Gerais, durante a campanha deste para a presidência da república do Brasil. Durante o período que voou para Juscelino Kubitschek, ele trabalhou tanto como piloto, quanto como operador de voo.

## Mudando de carreira
No início de 1965, Oswaldo Profeta, agora já com quatro filhos, começou a estudar Direito na PUC, em Belo Horizonte. Em maio do mesmo ano mudou-se com a família para a cidade de São Paulo e, no ano seguinte, transferiu-se para a Universidade Mackenzie, onde terminou o curso de direito, em 1969. Em 1972 terminou mestrado pelas Faculdades São Francisco, também na cidade de São Paulo.
Em 1969, Oswaldo Profeta se aposentou da aviação, porém ele continuou voando até 1972.
Em 1973 Oswaldo começou a sua carreira como advogado, porém, alguns meses mais tarde, prestou o concurso para a polícia civil e iniciou sua longa carreira como delegado de polícia na cidade de São Paulo.
Entre 1972 e 1998, Oswaldo Profeta foi professor de Problemas Brasileiros no Instituto Dramático e Musical, na cidade de São Paulo.
Nos últimos anos de sua carreira na polícia, Oswaldo Profeta foi responsável por revisar e modernizar o código processual da Polícia de São Paulo. Após aposentar-se da polícia civil em 1996, Oswaldo voltou a atuar como advogado.

## O caminho das letras
A carreira de escritor iniciou-se em 1958, escrevendo artigos e poemas, mais tarde publicando vários romances. Em 1978 foi comendado pela Academia Brasileira de Letras pelo seu livro Pouso Forçado.
Oswaldo Profeta foi um romancista contemporâneo, escrevia em prosa ficção baseada em fatos históricos ou acontecimentos reais.

## Morte
Oswaldo Profeta morreu em 29 de maio de 2022, enquanto dormia, aos 97 anos. Seu corpo foi enterrado no Cemitério da Paz, em São Paulo.

## Obras

### Pouso Forçado
O livro baseia-se na história do acidente do Boeing 707 voo RG-820 da Varig que teve um pouso de emergência nas redondezas do aeroporto de Orly em 1973, matando 123 passageiros.

### Ecos de um Tiro
O livro é o relato de tentativa de assassinato do pastor presbiteriano reverendo Synval Moraes, seu sogro.

### O Mistério do 707
O desaparecimento do Boeing 707 da Varig em janeiro de 1979, 30 minutos após a decolagem em Tóquio é o tema deste romance. O avião, comandado pelo mesmo comandante do voo RG-820 do acidente de Orly em 1973, continha uma carga com 153 pinturas do artista nipo-brasileiro Manabu Mabe, no valor de 1,24 milhões de dólares, e que desapareceu sem deixar vestígios.

### Canudos, o Libelo de um Massacre
A Insurreição de Canudos ou Guerra de Canudos foi um movimento político-religioso brasileiro que durou de 1893 a 1897, ocorrida na cidade de Canudos, no interior do Estado da Bahia. O livro mostra um novo ponto de vista sobre o ator principal da revolta, o líder Antonio Conselheiro